# Fortune Head Ecological Reserve
Die Fortune Head Ecological Reserve ist ein Naturschutzgebiet auf der zur kanadischen Provinz Neufundland und Labrador gehörenden Insel Neufundland. Es wurde 1990 als provisorisches Reservat eingerichtet. 1992 erhielt das Schutzgebiet seinen heutigen Status.

## Lage
Das 2,21 km² große Schutzgebiet liegt an der Nordküste der Burin-Halbinsel, 1,6 km westlich der Gemeinde Fortune. 

## Geologische Bedeutung
An den Klippen der Meeresküste ist das anstehende Gestein aufgeschlossen. Der so genannte Global Boundary Stratotype Section and Point (GSSP) an der Schichtgrenze zwischen Ediacarium, der jüngsten Periode des Präkambriums, und dem Kambrium befindet sich dort. Das Fortunium bildet eine chronostratigraphische Stufe der Terreneuvium-Serie und hat ein Alter von 541,0 ± 1,0 mya. Das Spurenfossil der Gesteinsschicht ist Treptichnus pedum (Seilacher, 1955).